# Elisenda Grigsby
Pour les articles homonymes, voir Grigsby.
Julia Elisenda ( Eli ) Grigsby est une mathématicienne américaine qui travaille comme professeure au Boston College. Ses recherches concernent la topologie en basses dimensions, y compris la théorie des nœuds et les invariants de nœuds en théorie des catégories,.  

## Éducation et carrière
Grigsby a obtenu un bachelor en mathématiques de l'université Harvard en 1999, après des incursions antérieures dans la biochimie et la physique. Après un an de travail en tant que chercheuse opérationnelle dans la Silicon Valley, elle est retournée aux études supérieures à l'université de Californie à Berkeley et a terminé son doctorat en 2005 sous la supervision conjointe de Robion Kirby et Peter Ozsváth,,.    
Elle est chercheuse postdoctorale à Columbia et au Mathematical Sciences Research Institute, puis rejoint la faculté de Boston College en 2009.  

## Service
Grigsby appartient au conseil consultatif de Girls' Angle, une organisation à but non lucratif pour encourager les filles à participer aux mathématiques,, et est responsable de la création d'une série de conférences vidéo par des femmes en mathématiques pour Girls' Angle.  

## Reconnaissance
En 2014, elle est devenue la première lauréate du prix Joan et Joseph Birman de recherche en topologie et géométrie, décerné tous les deux ans par l'Association for Women in Mathematics à une chercheuse exceptionnelle en début de carrière en topologie et géométrie.  